# Pededze
La Pededze (en estonien : Pedetsi jõgi), est une rivière qui coule sur le territoire de l'Estonie et de la Lettonie. C'est le plus grand des affluents de l'Aiviekste. 

## Géographie

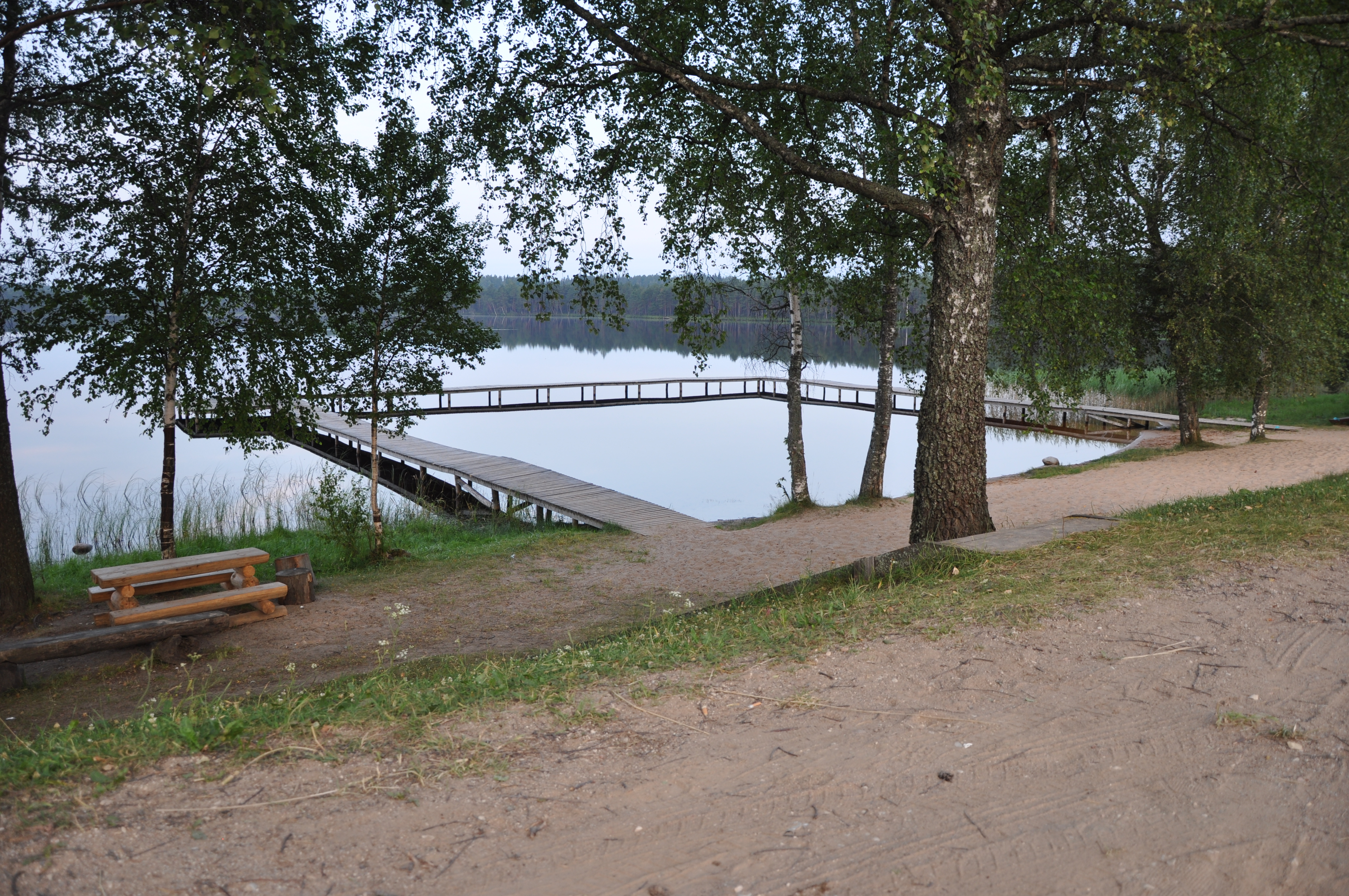
Lac Kirikumäe.

La Pededze prend sa source dans le lac Kirikumäe situé sur la pente sud-est de la colline Haanja kõrgustik en Estonie. Elle coule le long de la frontière entre l'Estonie et l'oblast de Pskov sur 28 km, puis, sur 131 km en Lettonie en direction du sud-ouest, traversant Dauksti, Stradi et Litene. Son bassin versant couvre une surface de 1 690 km2 dont 1 523,3 km2 se trouvent en Lettonie.

## Principaux affluents

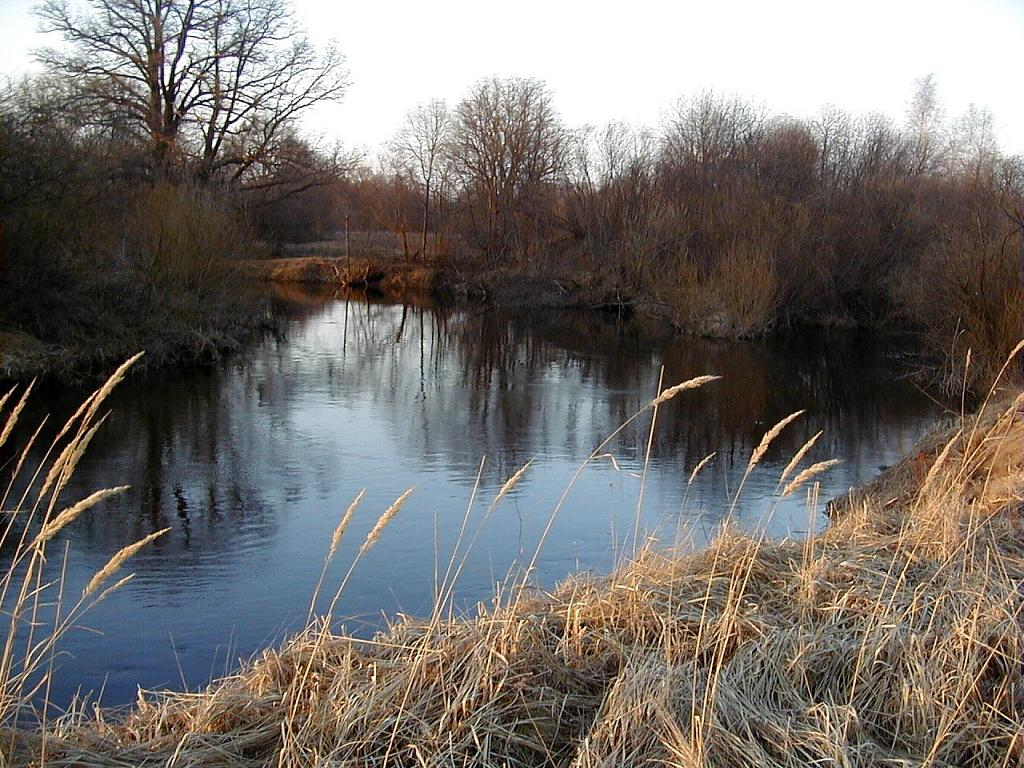
Confluence de la Pededze et de la Sita.

- Rive droite : Akaviņa, Sarkanīte, Alūksne, Dambīte, Ievedne, Paparze, Mugurupe, Mugurve, Krustalīce, Audīle, Tīrogrāvis
- Rive gauche : Virgulica, Krutupe, Liepkalnu strauts, Igrīve, Sita, Bebrupe, Bolupe

## Milieu naturel
Le bassin de la rivière est très boisé. Une partie de ses anciens affluents a disparu à la suite des travaux d'assèchement de terrains en vue de leur utilisation pour l'agriculture. La centrale hydroélectrique construite dans les années 1950 près du village de Litene a aujourd'hui cessé de fonctionner. Dans la dernière partie de la rivière se trouve la réserve naturelle Pededzes lejtece, fondée en 1999, dont la superficie s'étend sur 4663 ha. Ce site est inclus dans le Réseau Natura 2000. On y dénombre parmi d'autres 135 espèces d'oiseaux et 54 espèces d’invertébrés protégés.

## Équipement hydroélectrique

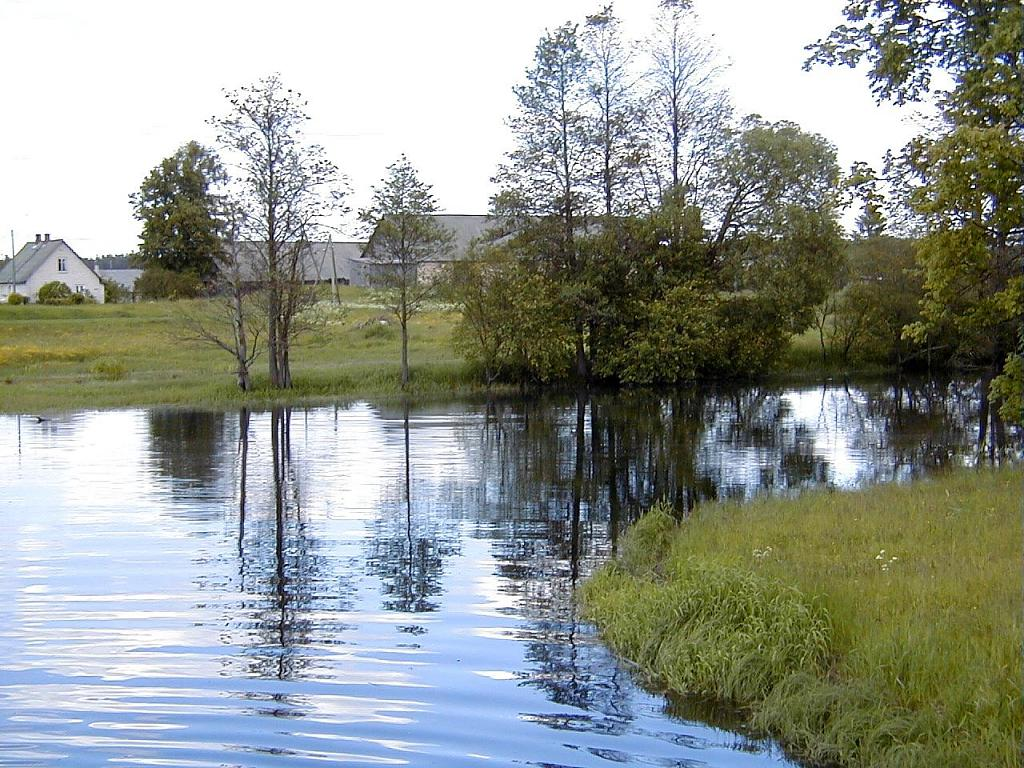
Réservoir sur la Pededze à Jaunanna.

La centrale hydroélectrique de Jaunanna construite près de Litene est mise en service en 2001. Depuis, on dénote le raccourcissement des cycles de gel de l'eau d'environ deux à trois semaines, ce qui est considéré comme une influence négative de l'ouvrage sur l'environnement.